# نيكيتا (مسلسل)
نيكيتا هو مسلسل تلفزيوني درامي أمريكي لشبكة تلفزيون سي دبليو. وهو مستوحى من الفلم الفرنسي نيكيتا (1990)، وإعادة لفلم نقطة اللاعودة (1993)، والمسلسل السابق لا فام نيكيتا (1997). وعرض نيكيتا لأول مرة في 9 سبتمبر 2010. في 17 مايو 2011، تم تجديد نيكيتا لموسم ثان. وتم عرض أول حلقة من الموسم الثاني في 23 سبتمبر 2011 بعنوان «تغيرت اللعبة».

## لمحة عن المسلسل
تدور قصة الفيلم حول منظمة سرية تعرف باسم القسم. تجند الشباب الذين قاموا بمشاكل سابقة، وتمحو جميع الأدلة عن حياتهم الماضية، وتحولهم إلى جواسيس وقتلة. ومع ذلك، هربت نيكيتا والقسم يجهل أنها وضعت واش... ونيكيتا هي المجندة الأولى التي تهرب والتي تعد بإسقاط أصحاب عملها السابق. ومدرب نيكيتا، مايكل، عميل سري، الذي يأمر من قبل رئيسه بيرسي ليتعامل مع تلميذته السابقة. في غضون ذلك، يواصل «القسم» تدريب المجندين توم، جادين، والجديدة أليكس.
وفي الجزء الثاني تترأس اماندا (الذراع الايسر لبيرسي) القسم وتحدث انقلاب وتحتجز بيرسي في زنزانة اسفل القسم، مايكل الذراع الأيمن لبيرسي يترك القسم يعمل مع نيكيتا في مواجهة القسم اما اليكس فتواصل البحث عن قاتل ابيها بمساعدة اماندا لتجده لكن بمساعده اري تاسيروف الذراع الأيمن له، ليقتله اري ويهرب للعمل هو واماندا سوية بعدما هربت اماندا من القسم بسبب هجوم الجيش على القسم وقتل بيرسي وفي الموسم الثالث يترأس رايان فليتشر القسم بامر من الرئيسة وذلك لتصفية 40 عميلا انشقوا عن القسم وعندها يحدث خلاف بين اماندا واري تاسيروف ليهرب اري من اماندا إلى ان يلقي القسم القبض عليه لتقتله اماند لاحقا في عملية تبدال مع القسم لانها اختطفت اليكس بعدما ادخلتها بغيبوبة لتتلاعب بافكارها وتجعلها تفكر بتهريب عملاء القسم من القسم فخططت اليكس لذلك ويحدث انقلاب ليبقى 12 عميلا فقط وقد تم تسريحهم ويبقى شون وايان وراين فليتشر ونيكيتا ومايكل لملاحقة اماندا التي تبين لاحقا انها تعمل مع الورشة وهي منظمة ارهابية لاتجار بالبشر واستبدالهم بشخصيات مهمة وفي محاولة لالقاء القبض على اماندا تخبر اماندا ان يد مايكل التي تم زرعها له من قبل الورشة مسمومة وتتحكم اماندا بها عن بعد لتقتل مايكل فتعطي نيكيتا مهمة لقتل الرئيسة تذهب نيكيتا لتحذير الرئيسة لكن الرئيسة تم استبدالها سابقا من قبل الورشة لتسارع البديلة بالتقاط السلاح وتنتحر الا ان العالم يظن ان نيكيتا هي من قتل الرئيسة تهرب نيكيتا حتى من اصدقاءها لكي لا تلاحقهم السلطات في الجزء الرابع تواصل نيكيتا الهروب إلى ان يعثر عليها مايكل ليرجعها إلى موقعهم، تعثر نيكيتا واصدقاءها على منظمة لبيع الاسلحة والتي لها علاقة بالورشة فتهاجمها وتخرج كل المستبدلين ومنهم الرئيسة وتواصل ملاحقة الورشة إلى ان تلقي القبض عليهم كلهم وذلك انتقاما لموت رايان فليتشر وفي اخر حلقة يلقون القبض على اماندا لحتجزوها في سجن فارغ لا يستطيع أحد الوصول اليه وينتهي المسلسل بعمل اليكس في شركتها ويصبح سام مساعدها اما بيركوف فيواصل عمله بالاختراق والبرمجة ويعود لتشغيل شادو نت اما نيكيتا ومايكل فيتزوجا ويقضيا شهر العسل في شاطئ بالإكوادور كما خططا قبل 4 سنوات.

## طاقم الممثلين والشخصيات
المسلسل استعار العديد من الشخصيات، أو على الأقل أسمائهم، من المسلسل التلفزيوني لا فام نيكيتا. ماجي كيو تقوم بدور نيكيتا، بطلة الرواية الرئيسية وجاسوسة وقاتلة سابقة أصبحت متشردة ولديها خطط لإسقاط الشعبة. وتأدي كيو حيلها الخاصة في القتال. شين ويست يؤدي دور مايكل، العميل السري للقسم الذي درب نيكيتا. ويرى مايكل القسم والمجندين على انهم «أسرة» له، والعكس تماما مع أماندا، التي تقوم بدورها ميليندا كلارك، العالمة النفسية للقسم. سيمور بيركوف، خبير كمبيوتر ورئيس فني للقسم، ويقوم بدوره عارون ستانفورد. ورئيس القسم هو بيرسي، الذي يؤديه اكساندر بيركلي.
ليندسي فونسيكا تؤدي دور ألكساندرا «أليكس» اودينوف، بطلة الرواية الرئيسية الثانية وطفلة شوارع سابقة التي ألقي القبض عليها بعد عملية سطو وبعد ذلك أصبحت مجندة القسم الجديدة. وهي أيضا الجاسوسة التي تستخدمها نيكيتا لتدمير القسم من الداخل. وهناك غيرها من المجندين تشمل جادين (تيفاني هاينز) وتوم (أشتون هولمز).

## الإنتاج
الحلقات تم تصويرها في كندا 

## الإقبال

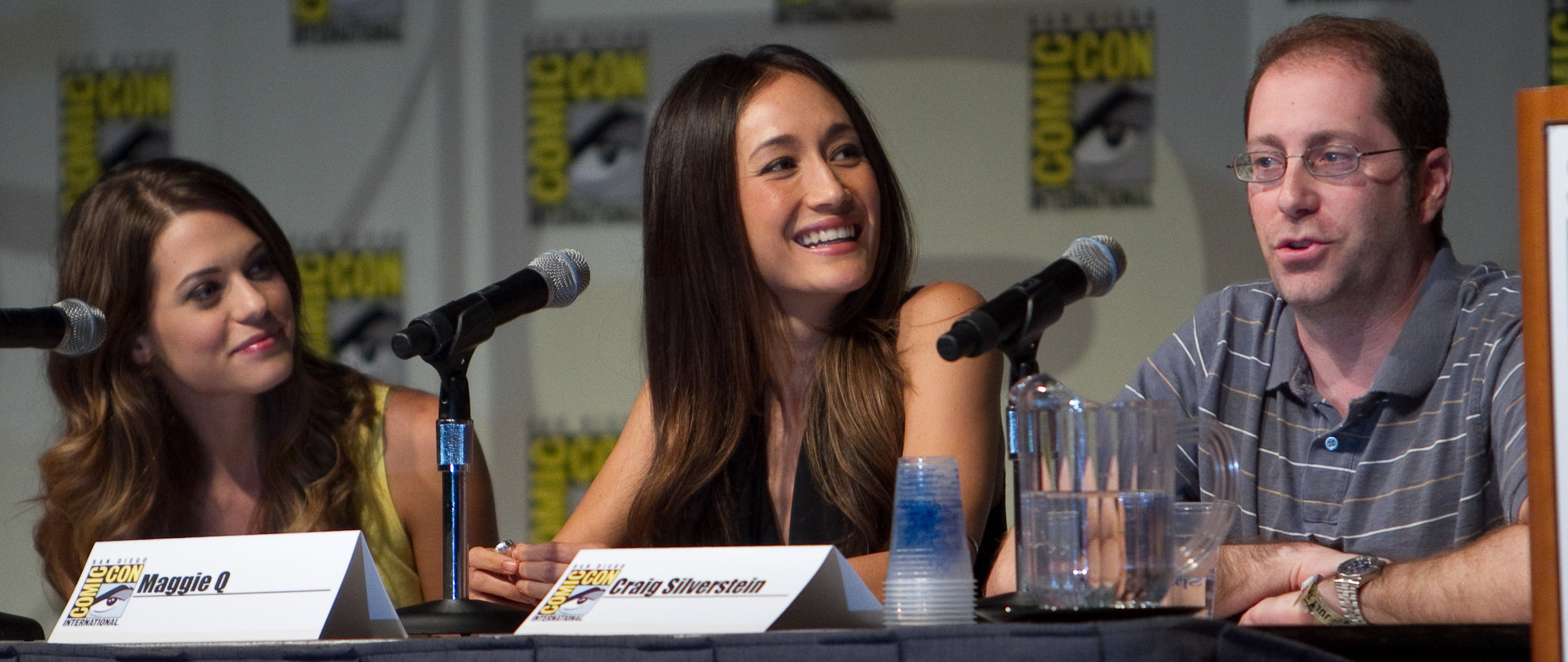
ليندسي فونسيكا، ماجي كيو, وكريغ سيلفرستاين في سان دييغو كومك-كون, يوليو 2010

بتاريخ 9 يوليو، 2010، تقارير ميتاكريتيك تقول أنه معظم النقد المبكر من الحلقة تجريبية تضع المسلسل في فئة «لديه الإمكانيات». وأجريت مقارنات لجوس ويدون في بيت الدمى. أثنى النقاد بدور ماجي كيو في المسلسل، وبشكل البرنامج، توالي العمل الصلب، وتطور الفضول في النهاية، لكن الملاحظة أن الحوار يحتاج إلى بعض الفكاهية.
الحلقة التجريبية جذبت 3.57 مليون مشاهد في البث الأول. السي دبليو بثت من جديد الحلقة التجريبية في اليوم التالي، التي جذبت ما يقارب 2.6 مليون مشاهد. في المملكة المتحدة، المسلسل قد أصبح الأول لقناة سكاي ليفينج في كل أسبوع قد بثته.
| الموسم | الموعد (ET/PT) | # Ep. | العرض الأول    | العرض الأول                       | انتهى         | انتهى                                | المرتبة | المشاهدين (بالملايين) |
| الموسم | الموعد (ET/PT) | # Ep. | التاريخ        | العرض الأول المشاهدين (بالملايين) | التاريخ       | الحلقة الأخيرة المشاهدين (بالملايين) | المرتبة | المشاهدين (بالملايين) |
| ------ | -------------- | ----- | -------------- | --------------------------------- | ------------- | ------------------------------------ | ------- | --------------------- |
| موسم 1 | الخميس 9/8c    | 22    | سبتمبر 9, 2010 | 3.57                              | مايو 12, 2011 | 1.94                                 | #135    | 2.33                  |
| موسم 2 | الخميس 9/8c    | TBC   | سبتمبر 2011    | —                                 | —             | —                                    | —       | —                     |

### الجوائز
| المجموعة                      | السنة | الجائزة                                   | العمل | النتيجة |
| ----------------------------- | ----- | ----------------------------------------- | ----- | ------- |
| الجمعية الأمريكية للسينمائيون | 2010  | المسلسل التلفزيوني العرضي/الفئة التجريبية | تجربة | رُشِّح     |
| جوائز الإيمي                  | 2011  | تحرير صوت مميز                            | مسلسل | رُشِّح     |

## البث العالمي
في 26 يوليو 2010، سكاي ليفينج ضمنت حقوق بث نيكيتا في المملكة المتحدة كمحور لجدول الخريف للقناة، وعرض المسلسل هناك يوم الخميس، 7 أكتوبر في 09:00 مساءً. وفي أستراليا يعرض المسلسل على قناة جو! يوم الأربعاء في 22:30 مساءً. وبالنسبة للقنوات العربية فتبثه قناة إم بي سي أكشن يوم الأحد في 09:00 مساءً.
| القناة        | تاريخ العرض                | اعادة العرض            |
| ------------- | -------------------------- | ---------------------- |
| إم بي سي أكشن | يوم الأحد في 09:00 مساءً.   | الأربعاء الساعة 4 عصرأ |
| قناة جو       | يوم الأربعاء في 22:30 مساءً | مجهول                  |
| سكاي ليفينج   | يوم الخميس 09:00 مساءً      | مجهول                  |

## المواسم
في 23 سبتمبر 2011 عرض أولى حلقات الموسم الثاني وانتهى في 18 مايو 2012 بـ23 حلقة وفي 19 مايو 2012 تم الإعلان عن إنتاج موسم ثالث جديد لنيكيتا عرض في 19 أكتوبر 2012 وقد عرض وانتهى بـ 22 حلقة وموسم رابع وهو الاخير تم عرضه بـ 6 حلقات لتنتهي هذه السلسلة.

## وصلات خارجية
- الموقع الرسمي
- نيكيتا على موقع IMDb (الإنجليزية)
- نيكيتا على موقع ميتاكريتيك (الإنجليزية)
- نيكيتا على موقع روتن توميتوز (الإنجليزية)
- نيكيتا على موقع قاعدة بيانات الأفلام العربية
- نيكيتا على موقع أول موفي (الإنجليزية)
- نيكيتا على موقع فيلمافينيتي (الإسبانية)
- نيكيتا على موقع كينوبويسك (الروسية)
- نيكيتا على موقع ألو سيني (الفرنسية)
- نيكيتا على موقع قاعدة بيانات الفيلم (الإنجليزية)